# Alexei Bondal
Alexei Igorevich Bondal (em russo:  Алексей Игоревич Бондал) é um matemático russo, que trabalha com álgebra e geometria algébrica.

## Formação e carreira
Bondal obteve um doutorado em 1989 na Universidade Estatal de Moscou, orientado por Alexei Kostrikin. Em 2005 obteve a habilitação (Doktor nauk). Trabalha no Instituto de Matemática Steklov em Moscou.
Bondal é juntamente com Mikhail Kapranov um pioneiro no tratamento da geometria algébrica clássica via álgebra homológica, categorias derivadas mais precisamente de feixes coerentes baseados em variedades algébricas (geometria algébrica derivada). Ele também influenciou a formulação do papel das categorias derivadas na simetria especular de variedades algébricas (simetria especular homológica) por Maxim Kontsevich. Com Dmitri Orlov estabeleceu condições para a reconstrução de variedades algébricas da categoria derivada. Ele também lidou com a aplicação de categorias derivadas no programa de classificação de variedades algébricas de dimensões superiores (Minimal Model Program) por Shigefumi Mori e formulou suposições sobre seu comportamento durante as transformações flip e flop (resultados parciais foram obtidos por Tom Bridgeland e Yujiro Kawamata). Ele também busca aplicação em geometria algébrica não comutativa.
Foi palestrante convidado do Congresso Internacional de Matemáticos em Pequim (2002, com Dmitri Orlov: Derived Categories of coherent sheaves).

## Obras
- com Michel Van den Bergh Generators and representability of functors in commutative and noncommutative geometry, Mosc. Math. J., Volume 3, 2003, p. 1–36
- com Michail Kapranov Enhanced triangulated categories, Math. USSR-Sbornik, 70, 1991, 93–107
- com Kapranov Representable functors, Serre functors, and mutations, Math. USSR-Izvestija, 35, 1990, 519–541
- com Dmitri Orlov Reconstruction of a variety from the derived category and groups of autoequivalences, Compositio Math., 125, 2001, 327–344
- From Algebras to Varieties, IPMU News, 2005, pdf